# 1 Гидры
1 Гидры (лат. 1 Hydrae), HD 70958 — кратная звезда в созвездии Гидры на расстоянии (вычисленном из значения параллакса) приблизительно 88 световых лет (около 27,1 парсек) от Солнца. Возраст звезды определён как около 6,51 млрд лет.

## Характеристики
Первый компонент (WDS J08246-0345Aa) — жёлто-белая звезда спектрального класса F1V, или F5, или F6V. Видимая звёздная величина звезды — +5,61m. Масса — около 1,4 солнечной, радиус — около 1,523 солнечного, светимость — около 3,459 солнечной. Эффективная температура — около 6227 K.
Второй компонент (WDS J08246-0345Ab). Масса — около 0,11 солнечной. Орбитальный период — около 1,563 суток. Удалён на 0,1 угловой секунды.
Третий компонент (HD 70958B) — красный карлик спектрального класса M4,5. Видимая звёздная величина звезды — +14m. Масса — около 0,22 солнечной. Эффективная температура — около 3667 K. Орбитальный период — около 8128305 суток (22254 года). Удалён на 35,4 угловой секунды (в среднем около 980 а.е.).
Четвёртый компонент (HD 70958C) — красный карлик спектрального класса M5,5, или M6. Видимая звёздная величина звезды — +17,2m. Масса — около 0,136 солнечной, радиус — около 0,179 солнечного. Орбитальный период — около 251188643 суток (687717 лет). Удалён на 356,3 угловой секунды (в среднем около 9640 а.е.).

## Планетная система
В 2019 году учёными, анализирующими данные проектов HIPPARCOS и Gaia, у звезды обнаружена планета HIP 41211 b.